# 文部おさむ
文部 おさむ（もんぶ おさむ、1932年12月6日 - 2002年6月14日）は、日本の男性俳優、声優。同人舎プロダクションに所属していた。

## 出演作品

### テレビドラマ
- 女名前に御用心（1962年、CX）- 升屋
- 浮島の娘たち（1964年、CX）- 一郎

### テレビアニメ
- 鉄腕アトム （1963年、食糧庁長官、パトラー星人セル、アトムのパパ 他）
- 仙人部落（1963年）
- 怪物くん（1968年）
- 巨人の星（1968年）
- 海底少年マリン（1969年、部下B）

### 吹き替え

#### 映画
- ジキル博士とハイド氏（プール）
- 百万長者と結婚する方法

#### 海外ドラマ
- 奥さまは魔女
- プリズナーNo.6（医者（#05）、ジム（#12））

#### 人形劇
- 海底大戦争 スティングレイ（マゴジラ（#02））
- サンダーバード（原子ステーション案内係（#06）、X将軍（#13）、ベリンジャー（#32））